# Superestrato
En lingüística se denomina superestrato al conjunto de características léxicas, fonéticas y gramaticales dejadas en una lengua por los hablantes de un grupo invasor o extranjero que habla una lengua diferente. En contraposición, se denomina sustrato a las características dejadas por la invadida en la invasora. En resumen, es el conjunto de características lingüísticas dejadas por una lengua invasora.
Así, por ejemplo, se pueden considerar como superestrato del castellano las palabras y estructuras incorporadas al dialecto romance del godo y el árabe tras sus respectivas conquistas de la península ibérica. Se han señalado también como acciones de superestrato las ejercidas por el castellano sobre el guaraní, el quechua y el náhuatl.